# Loubersan
Loubersan település Franciaországban, Gers megyében. Lakosainak száma 161 fő (2022. január 1.). Loubersan Clermont-Pouyguillès, Idrac-Respaillès, Labéjan, Saint-Médard és Seissan községekkel határos.

## Népesség
A település népességének változása:
| Lakosok száma | 189  | 184  | 165  | 182  | 173  | 161  | 152  | 146  | 151  | 161  |
|               | 1968 | 1982 | 1990 | 2006 | 2013 | 2015 | 2017 | 2019 | 2020 | 2022 |